# Philippe Benetton
Philippe Benetton (Cahors, 17 maggio 1968) è un ex rugbista a 15 e allenatore di rugby a 15 francese, già flanker dell’Agen e della Nazionale francese, dal 2017 tecnico del Pasteur nel campionato brasiliano.

## Biografia
Cresciuto, anche rugbisticamente, a Cahors, con il club di tale città esordì in campionato; nel 1987 passò all'Agen con il quale vinse subito il titolo francese e si mise in luce per la Nazionale, in cui esordì a fine 1989 in un test match contro i British Lions.
Disputò il primo dei suoi sei tornei consecutivi del Cinque Nazioni nel 1993, vincendo il primo cui partecipò e gli ultimi due, questi con il Grande Slam.
Nel 1997 fece parte della squadra che, una settimana dopo aver conquistato lo Slam nel torneo, fu sconfitta nella finale di Coppa FIRA dall'Italia.
Prese anche parte alla Coppa del Mondo di rugby 1995 in Sudafrica, disputandovi 3 incontri.
Dopo il ritiro avvenuto nel 2003 allenò il Cahors e successivamente l'U-21 francese; dal 2006 al 2008 guidò i parigini del Racing Métro 92 e nel 2009 assunse la guida tecnica del Limoges, in Fédérale 2; dopo due stagioni in tale club si dimise da tale incarico.
Nella stagione 2011-12 è divenuto prima direttore sportivo, poi allenatore-capo del Béziers.

## Palmarès
- Campionati francesi: 1
Agen: 1987-88
- Coppe di Francia: 1
Agen: 1991-92